# Kohunlich

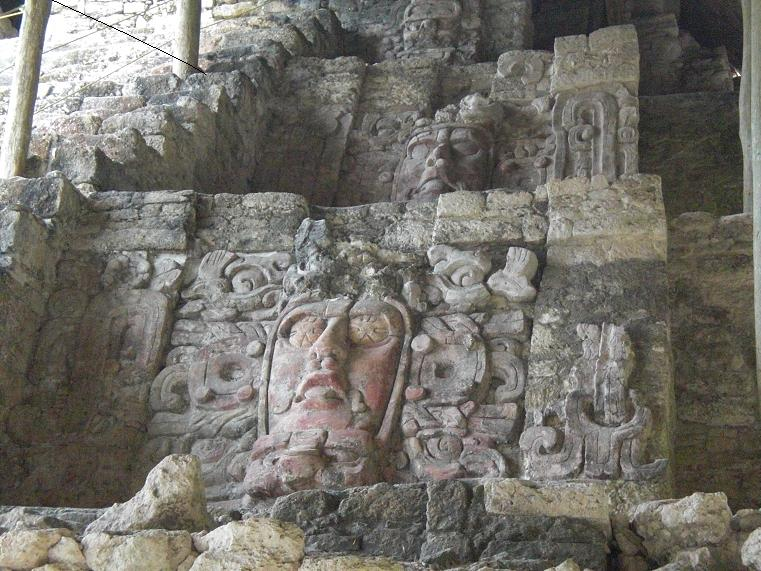
Masques encadrants l'escalier central à droite - Pyramide des masques, Kohunlich.

Kohunlich est un site archéologique d’une ancienne cité maya. Il est situé à environ 65 kilomètres de Chetumal (État du Quintana Roo), dans la région du Rio Bec, tout près de la frontière entre le Mexique et le Belize.
Kohunlich est relativement étendu, environ 2 km2, entouré d'une forêt tropicale. Le tracé des édifices et des restes de canalisations d'eau et de citernes laisse supposer que Kohunlich fut une ville importante en son temps. À cet endroit, se trouvent près de 200 monticules, bien que plusieurs d'entre eux restent encore enfouis sous terre et envahis par la végétation.

## Contexte historique du site

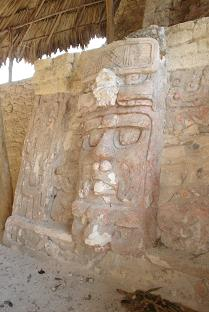
Masques en stuc de la Pyramide des Masques.

D´après les informations archéologiques disponibles, on suppose que Kohunlich a accueilli ses premiers habitants près de 200 apr. J.-C., bien que la majorité des constructions les plus significatives aient été élaborées entre 250 et 600 apr. J.-C. Abandonnée vers le XIIe siècle, cette cité maya aurait connu son apogée aux Ve et VIe siècles. On peut aussi supposer que Kohunlich représentait un point de ralliement du commerce entre les villes de la péninsule du Yucatán et quelques villes mayas en Amérique centrale.
Le site maya de Kohunlich connut son apogée au cours de la période préclassique récente. Le centre d'activité du site est concentré autour des ruines de la place cérémonielle, qui se trouve elle-même au milieu de quatre ensembles d'édifices principaux.
Après la conquête espagnole, la région est restée presque totalement inhabitée, étant seulement occupée par quelques fugitifs fuyant la domination coloniale.
Sur une petite colline naturelle située à l'est de la place centrale est érigée la pyramide des Masques, renommée pour ses étonnants masques en stuc dédiés au dieu maya du soleil K'inich Ajaw. Quatre rangées de ces magnifiques représentations anthropomorphes du dieu solaire maya sont superposées de chaque côté de l'escalier central et font face à l'ouest. Ces énormes masques étaient à l'origine recouverts de couleurs vives, mais il ne reste aujourd'hui que quelques traces de peinture rouge.
L'endroit est connu dès 1912 quand l'archéologue américain Raymond Merwin a visité les installations préhispaniques au nord du Río Hondo, mais a été rapidement oublié de nouveau durant près de cinquante ans. Les activités de pilleurs ont finalement attiré l'attention des autorités en 1968  qui ont dès lors entrepris un travail de restauration jusqu'aux années 1980. Le nom antique de l'endroit est ignoré. Le mot Kohunlich n'est pas d'origine maya, puisque c'est le résultat d'une transcription phonétique de son nom original en anglais Cohoon Ridge. Des archéologues mexicains, sous la direction de Víctor Segovia, ont été les premiers à effectuer des fouilles dans la région. 
D'après le directeur du projet Dzibanché-Kohunlich, Enrique Nalda, l'ancienne cité maya de Kohunlich, est née en 800 av. J.-C. et elle a connu une croissance graduelle de la population, de la formation de petit village à d'autres plus grand et plus gros, jusqu'à compter près de 10 000 habitants.

## Visite du site
- La pyramide des Masques (Piràmide de los Mascarones)

De part et d'autre d'un escalier menant au sommet d'une pyramide à quatre degrés sont disposés six masques de grande taille, modelés en stuc polychrome.

On doit leur excellent état de conservation à la construction plus tardive d'une pyramide, dont il reste quelques vestiges au pied de l'escalier, qui recouvrit le premier édifice daté de 500 apr. J.-C.

Faisant face au soleil couchant, ces masques sont des représentations des seigneurs de Kohunlich sous l'aspect du dieu solaire Kinich Ahau émergeant de la gueule de l'infra-monde.
- L'Acropole (Acropólis)

Haute de 9 m, l'acropole se présente comme un massif rectangulaire desservi par un escalier étroit à l'Ouest. Elle porte à son sommet un petit temple à la façade stuquée dont les portes sont encadrées par des colonnes géminées. Depuis le sommet, on découvre l'ensemble du site.
- Le Palais (Palacio)

Fermant la place à l'Ouest, cet assemblage asymétrique montre au sommet une construction résidentielle articulée autour de deux enfilades de pièces.
- Le Jeu de Balle (Juego de Pelota)

Long de 42 m, c'est une structure ouverte, encadrée de deux larges talus limités par un mur vertical où se tenaient les spectateurs. Ni marqueur ni anneau n'ont été retrouvés.
- Les Gradins (Graderia)

Un escalier de 100 m de largeur conduit à une esplanade surmontée d'une construction à onze entrées et à décoration stuquée, qui avait vraisemblablement une fonction cérémonielle en relation avec le petit temple des Stèles fermant la place du côté Est. Les stèles anépigraphes devaient être peintes.
- Le réservoir (Aguada)

En l'absence de cours d'eau à proximité, on comprend l'importance de cet énorme réservoir qui collectait les eaux de pluie amenées par un réseau de canaux couvrant l'ensemble du site.